# سد سارایوو
سد سارایوو (انگلیسی: Sarayözü Dam)
سد سارایوزو یک سد در استان آماسیا، ترکیه است که بین سال‌های ۱۹۸۶ و ۱۹۸۹ ساخته شده‌است. توسعه ان توسط شرکت هیدرولیک دولتی ترکیه پشتیبانی می‌شود. حجم بدنه سد که از نوع خاکی پرکننده است ۱۴۰۰۰۰/۱ مترمکعب، ارتفاع آن از بستر رودخانه ۰۰/۵۷ متر، حجم دریاچه در سطح آب معمولی ۰۰/۱۳ میلی‌متر مکعب و مساحت دریاچه در سطح آب معمولی ۰٫۸۸ کیلومتر مربع است. این سد به مساحت ۳۶۰۰ هکتار را آبیاری ارائه می‌کند.